# Germania ai Giochi della XXXIII Olimpiade
La Germania ha partecipato ai Giochi della XXXIII Olimpiade che si sono svolti a Parigi dal 26 luglio all'11 agosto 2024, con una delegazione di 463 atleti, incluse le riserve, 235 uomini e 228 donne in 31 sport e 40 discipline.
I portabandiera alla cerimonia di apertura sono stati Dennis Schröder e Anna-Maria Wagner, mentre quelli della cerimonia di chiusura sono stati Max Rendschmidt e Laura Lindemann.

## Delegazione
| Sport                | Uomini | Donne | Totale |
| -------------------- | ------ | ----- | ------ |
| Arrampicata sportiva | 2      | 1     | 3      |
| Atletica leggera     | 48     | 44    | 92     |
| Badminton            | 3      | 1     | 4      |
| Beach volley         | 2      | 4     | 6      |
| Calcio               | 0      | 18    | 18     |
| Canoa/kayak          | 12     | 11    | 23     |
| Canottaggio          | 18     | 5     | 23     |
| Ciclismo             | 28     | 30    | 58     |
| Equitazione          | 7      | 5     | 12     |
| Ginnastica           | 6      | 10    | 16     |
| Golf                 | 2      | 2     | 4      |
| Hockey su prato      | 19     | 19    | 38     |
| Judo                 | 4      | 6     | 10     |
| Lotta                | 3      | 4     | 7      |
| Nuoto                | 16     | 10    | 26     |
| Pallacanestro        | 12     | 11    | 23     |
| Pallamano            | 17     | 17    | 34     |
| Pallavolo            | 13     | 0     | 13     |
| Pentathlon moderno   | 2      | 2     | 4      |
| Pugilato             | 1      | 1     | 2      |
| Scherma              | 1      | 1     | 2      |
| Skateboard           | 1      | 1     | 2      |
| Surf                 | 1      | 1     | 2      |
| Taekwondo            | 0      | 1     | 1      |
| Tennis               | 6      | 4     | 10     |
| Tennistavolo         | 3      | 3     | 6      |
| Tiro                 | 5      | 8     | 13     |
| Tiro con l'arco      | 1      | 3     | 4      |
| Triathlon            | 3      | 3     | 6      |
| Tuffi                | 4      | 5     | 9      |
| Vela                 | 7      | 7     | 14     |
| Totale               | 235    | 228   | 463    |

## Risultati

### Golf
| Atleta                | Evento    | Round 1   | Round 2   | Round 3   | Round 4   | Totale | Totale | Totale     |
| Atleta                | Evento    | Punteggio | Punteggio | Punteggio | Punteggio | Totale | Par    | Classifica |
| --------------------- | --------- | --------- | --------- | --------- | --------- | ------ | ------ | ---------- |
| Stephan Jäger         | Maschile  | 71        | 64        | 72        | 72        | 279    | -5     | 26º        |
| Matthias Schmid       | Maschile  | 68        | 75        | 69        | 67        | 279    | -5     | 26º        |
| Alexandra Försterling | Femminile | 76        | 75        | 71        | 70        | 292    | +4     | 35º        |
| Esther Henseleit      | Femminile | 72        | 73        | 69        | 66        | 280    | -8     | Argento    |

### Nuoto
Maschile
| Atleta                                                           | Evento                         | Batterie | Batterie | Semifinali      | Semifinali      | Finale          | Finale          |
| Atleta                                                           | Evento                         | Tempo    | Pos.     | Tempo           | Pos.            | Tempo           | Pos.            |
| ---------------------------------------------------------------- | ------------------------------ | -------- | -------- | --------------- | --------------- | --------------- | --------------- |
| Artem Selin                                                      | 50 m stile libero              | 22"54    | 38°      | non qualificato | non qualificato | non qualificato | non qualificato |
| Josha Salchow                                                    | 100 m stile libero             | 48"25    | 8º Q     | 47"94           | 8º Q            | 47"80           | 6°              |
| Lukas Märtens                                                    | 200 m stile libero             | 1'46"33  | 10º Q    | 1'45"36         | 4º Q            | 1'45"46         | 5°              |
| Rafael Miroslaw                                                  | 200 m stile libero             | 1'46"81  | 13º Q    | 1'47"34         | 15°             | non qualificato | non qualificato |
| Lukas Märtens                                                    | 400 m stile libero             | 3'44"13  | 1º Q     | N.D.            | N.D.            | 3'41"78         | Oro             |
| Oliver Klemet                                                    | 400 m stile libero             | 3'45"75  | 8º Q     | N.D.            | N.D.            | 3'46"59         | 7º              |
| Sven Schwarz                                                     | 800 m stile libero             | 7'43"67  | 6° Q     | N.D.            | N.D.            | 7'43"59         | 5°              |
| Florian Wellbrock                                                | 800 m stile libero             | 7'47"91  | 12°      | N.D.            | N.D.            | non qualificato | non qualificato |
| Sven Schwarz                                                     | 1500 m stile libero            | 14'51"97 | 10°      | N.D.            | N.D.            | non qualificato | non qualificato |
| Florian Wellbrock                                                | 1500 m stile libero            | 15'01"88 | 14°      | N.D.            | N.D.            | non qualificato | non qualificato |
| Ole Braunschweig                                                 | 100 m dorso                    | 53"95    | 18°      | non qualificato | non qualificato | non qualificato | non qualificato |
| Marek Ulrich                                                     | 100 m dorso                    | 54"64    | 29°      | non qualificato | non qualificato | non qualificato | non qualificato |
| Lukas Märtens                                                    | 200 m dorso                    | 1'56"89  | 2° Q     | 1'56"33         | 4° Q            | 1'55"97         | 8°              |
| Kaii Winkler                                                     | 100 m farfalla                 | 52"64    | 28°      | non qualificato | non qualificato | non qualificato | non qualificato |
| Melvin Imoudu                                                    | 100 m rana                     | 59"49    | 7º Q     | 59"38           | 8º Q            | 59"11           | 4°              |
| Lucas Matzerath                                                  | 100 m rana                     | 59"52    | 8º Q     | 59"31           | 7º Q            | 59"30           | 5°              |
| Cedric Büssing                                                   | 400 m misti                    | 4'11"52  | 6° Q     | N.D.            | N.D.            | 4'17"16         | 8°              |
| Luca Nik Armbruster Rafael Miroslaw Josha Salchow Peter Varjasi  | Staffetta 4x100m stile libero  | 3'13"15  | 8º Q     | N.D.            | N.D.            | 3'12"29         | 7º              |
| Lukas Märtens Rafael Miroslaw Josha Salchow Timo Sorgius         | Staffetta 4×200 m stile libero | 7'06"20  | 5° Q     | N.D.            | N.D.            | 7'09"56         | 8°              |
| Ole Braunschweig Melvin Imoudu Luca Nik Armbruster Josha Salchow | Staffetta 4×100 m misti        | 3'32"51  | 8° Q     | N.D.            | N.D.            | 3'32"46         | 6°              |
| Oliver Klemet                                                    | 10 km acque libere             | N.D.     | N.D.     | N.D.            | N.D.            | 1h50'54"8       | Argento         |
| Florian Wellbrock                                                | 10 km acque libere             | N.D.     | N.D.     | N.D.            | N.D.            | 1h51'54"4       | 8°              |

Femminile
| Atleta                                                | Evento                    | Batterie | Batterie | Semifinali | Semifinali | Finale          | Finale          |
| Atleta                                                | Evento                    | Tempo    | Pos.     | Tempo      | Pos.       | Tempo           | Pos.            |
| ----------------------------------------------------- | ------------------------- | -------- | -------- | ---------- | ---------- | --------------- | --------------- |
| Julia Mrozinski                                       | 200 m stile libero        |          |          |            |            |                 |                 |
| Isabel Gose                                           | 400 m stile libero        | 4'03"83  | 8ª Q     | N.D.       | N.D.       | 4'02"14         | 5ª              |
| Leonie Märtens                                        | 400 m stile libero        | 4'09"62  | 14º      | N.D.       | N.D.       | non qualificata | non qualificata |
| Isabel Gose                                           | 800 m stile libero        |          |          | N.D.       | N.D.       |                 |                 |
| Isabel Gose                                           | 1500 m stile libero       |          |          | N.D.       | N.D.       |                 |                 |
| Leonie Märtens                                        | 1500 m stile libero       |          |          | N.D.       | N.D.       |                 |                 |
| Anna Elendt                                           | 100 m rana                |          |          |            |            |                 |                 |
| Angelina Köhler                                       | 100 m farfalla            | 56"90    | 6ª Q     | 56"55      | 4ª Q       |                 |                 |
| Isabel Gose Nicole Maier Julia Mrozinski Nele Schulze | 4 × 200 m freestyle relay |          |          | N.D.       | N.D.       |                 |                 |
| Laura Riedemann Anna Elendt Angelina Köhler Nina Holt | Staffetta 4×100 m mista   |          |          | N.D.       | N.D.       |                 |                 |
| Leonie Beck                                           | 10 km acque libere        | N.D.     | N.D.     | N.D.       | N.D.       |                 |                 |
| Leonie Märtens                                        | 10 km acque libere        | N.D.     | N.D.     | N.D.       | N.D.       |                 |                 |

Misto
| Atleta                                                   | Evento                  | Batterie | Batterie | Finale | Finale |
| Atleta                                                   | Evento                  | Tempo    | Pos.     | Tempo  | Pos.   |
| -------------------------------------------------------- | ----------------------- | -------- | -------- | ------ | ------ |
| Ole Braunschweig Nina Holt Melvin Imoudu Angelina Köhler | Staffetta 4×100 m misti |          |          |        |        |

### Skateboard
Maschile
| Atleta         | Evento | Qualificazione | Qualificazione | Finale    | Finale     |
| Atleta         | Evento | Punteggio      | Classifica     | Punteggio | Classifica |
| -------------- | ------ | -------------- | -------------- | --------- | ---------- |
| Tyler Edtmayer | Park   |                |                |           |            |

Femminile
| Atleta            | Evento | Qualificazione | Qualificazione | Finale    | Finale     |
| Atleta            | Evento | Punteggio      | Classifica     | Punteggio | Classifica |
| ----------------- | ------ | -------------- | -------------- | --------- | ---------- |
| Lilly Stoephasius | Park   |                |                |           |            |

### Taekwondo
Femminile
| Atleta         | Evento | Ottavi               | Quarti               | Semifinale           | Ripescaggio Turno 1  | Ripescaggio Turno 2  | Finale               | Classifica |
| Atleta         | Evento | Avversario Risultato | Avversario Risultato | Avversario Risultato | Avversario Risultato | Avversario Risultato | Avversario Risultato | Classifica |
| -------------- | ------ | -------------------- | -------------------- | -------------------- | -------------------- | -------------------- | -------------------- | ---------- |
| Lorenda Brandl | −67 kg | A. Acosta (CUB)      |                      |                      |                      |                      |                      |            |

### Tuffi
Maschile
| Atleta                       | Evento                | Preliminari | Preliminari | Semifinale | Semifinale | Finale | Finale     |
| Atleta                       | Evento                | Punti       | Classifica  | Punti      | Classifica | Punti  | Classifica |
| ---------------------------- | --------------------- | ----------- | ----------- | ---------- | ---------- | ------ | ---------- |
| Lars Rüdiger                 | Trampolino 3 m        |             |             |            |            |        |            |
| Moritz Wesemann              | Trampolino 3 m        |             |             |            |            |        |            |
| Timo Barthel                 | Piattaforma 10 m      |             |             |            |            |        |            |
| Timo Barthel Jaden Eikermann | Trampolino 3 m sincro | N.D.        | N.D.        | N.D.       | N.D.       |        |            |

Femminile
| Atleta                      | Evento                | Preliminari | Preliminari | Semifinale | Semifinale | Finale | Finale     |
| Atleta                      | Evento                | Punti       | Classifica  | Punti      | Classifica | Punti  | Classifica |
| --------------------------- | --------------------- | ----------- | ----------- | ---------- | ---------- | ------ | ---------- |
| Jette Müller                | Trampolino 3 m        |             |             |            |            |        |            |
| Saskia Oettinghaus          | Trampolino 3 m        |             |             |            |            |        |            |
| Pauline Pfeif               | Piattaforma 10 m      |             |             |            |            |        |            |
| Christina Wassen            | Piattaforma 10 m      |             |             |            |            |        |            |
| Lena Hentschel Jette Müller | Trampolino 3 m sincro | N.D.        | N.D.        | N.D.       | N.D.       |        |            |